# Asediul Sevastopolului (1854)
Pentru asediul Sevastopolului din 1941 din timpul celui de-al doilea război mondial vedeți Bătălia de la Sevastopol.
Asediul Sevastopolului a fost cea mai importantă acțiune militară din timpul războiului Crimeii, întinzându-se pe durata unui an, din 1854 până în 1855.
În septembrie 1854, trupele aliate (Regatul Unit, Franța și Regatul Sardiniei) au debarcat în Crimeea și au asediat orașul și fortăreața Sevastopol, sediul flotei Mării Negre a Imperiului Rus, flotă care părea că amenință Marea Mediterană. Înainte de a fi încercuite, forțele terestre ruse au reușit să se retragă. 
La începutul lunii octombrie, geniștii francezi și britanici, plecând de la baza de la Balaclava, au început să conducă lucrările de asediu de-a lungul zonei muntoase Cherson de la sud de Sevastopol. Au fost săpate redute, tranșee și locașuri pentru bateriile de tunuri. 
Cum infanteriștii ruși și comandantul lor, Prințul Menșikov plecaseră, apărarea Sevastopolului a fost condusă de viceamiralii Vladimir Kornilov și Pavel Nahimov, avându-l ca ajutor pe genistul șef al lui Menșikov, locotenentul colonel Eduard Totleben. Forțele rușilor erau compuse din 4.500 voluntari (milițieni), 2.700 tunari, 4.400 infanteriști marini, 18.500 marinari și 5.000 de muncitori, în total, puțin peste 35.000 de oameni. 
Rușii un început apărarea sabordându-și corăbiile pentru a proteja portul, tunurile navale fiind folosite ca artilerie terestră, iar marinarii ca infanteriști. Următoarele corăbii au fost scufundate:
| Număr de tunuri per vas                                            | Nume                                          |
| ------------------------------------------------------------------ | --------------------------------------------- |
| 120                                                                | marele Duce Constantin, Orașul Paris          |
| 84                                                                 | Viteazul, Împărăteasa Maria, Cesme, Eagondeid |
| 60                                                                 | Kavarna                                       |
| 54                                                                 | Konlefi                                       |
| fregata cu aburi Vladimir                                          |                                               |
| vapoarele Furtunosul, Basarabia, Dunărea, Odessa, Elbrose și Krein |                                               |

La mijlocul lunii octombrie 1854, aliații aveau 120 de tunuri gata să deschidă focul asupra Sevastopolului, iar rușii aveau de trei ori mai multe pentru a se apăra. 
Pe 17 octombrie 1854, artileria a început lupta. Tunarii ruși au reușit să distrugă o magazie de muniție franceză, făcând să le tacă tunurile. Englezii au reușit să echilibreze situația cucerind reduta Malakoff, ucigându-l pe amiralul Kornilov, reducând la tăcere cele mai multe tunuri rusești și deschizând o breșă în apărarea orașului. Anglo-francezii nu au exploatat succesul inițial prin executarea unui atac de amploare al infanteriei, ratând cucerirea fortificațiilor. 
În același timp, corăbiile aliate au bombardat apărarea rușilor, reușind mai multe distrugeri ale fortificațiilor, după care s-au retras. Bombardamentul a fost reluat a doua zi. Lucrând peste noapte, însă, rușii au reușit să repare toate distrugerile făcute. Aceasta avea să fie un model care se va repeta de-a lungul asediului. 

În timpul lunilor octombrie și noiembrie 1854, au avut loc bătăliile de la Balaclava și de la Inkerman. După Inkerman, rușii și-au dat seama că asediul nu avea să fie ridicat printr-o bătălie de câmp, și și-au mutat infanteria în interiorul fortificațiilor pentru a ajuta apărătorii. La sfârșitul lunii noiembrie, vremea s-a stricat, furtunile de iarnă răvășind tabăra aliaților și liniile de aprovizionare. Oamenii și caii s-au îmbolnăvit și au ajuns în scurtă vreme să sufere de foame. 

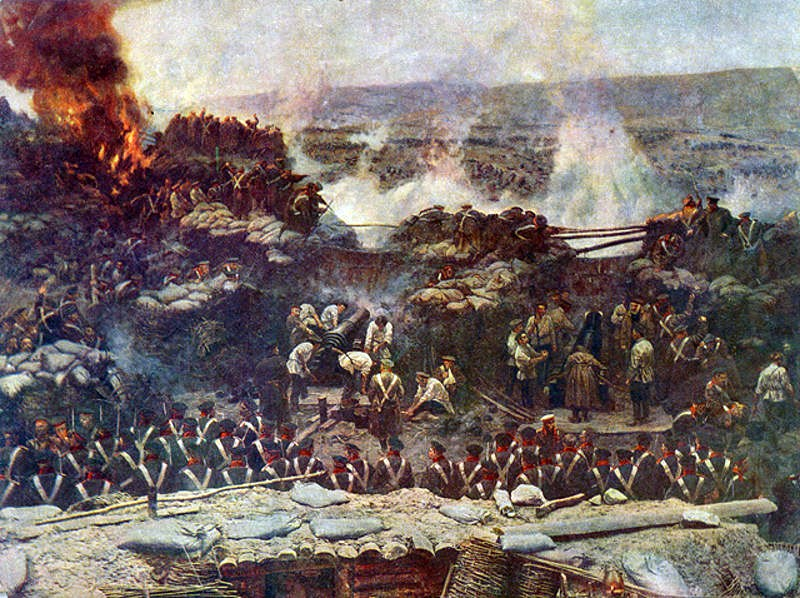
Detaliu al picturii panoramice al lui Franz Roubaud (1904).

În timp ce Totleben extindea fortificațiile din zonele Redan, Malakoff  și a bastionului Flagstaff, genistul șef britanic, John Fox Burgoyne a încercat să cucerească Malakofful, care părea cheia de boltă a apărării Sevastopolului. Au fost începute lucrări de asediu care să aducă mai aproape de Malakoff trupele aliate. Ca răspuns, Totleben a dispus săparea de gropi pentru trăgătorii de elită, de unde țintașii puteau vâna asediatorii. În lupte care au anticipat asalturile primului război mondial, aliații și-au concentrat atacurile asupra acestor gropi de tragere și asupra tranșeelor. 
Imediat ce iarna s-a îndulcit, aliații au refăcut rutele de aprovizionare. A fost folosită o cale ferată pentru aducerea materialelor de aprovizionare de la Balaclava până pe linia frontului, printre acestea aflându-se mai mult de 500 de puști și muniția necesară. Începând cu 8 aprilie 1855, (Duminica Paștelui), aliații au reluat bombardamentele asupra fortificațiilor rusești. Pe 30 iunie, amiralul Nahimov a murit după ce a fost rănit de un trăgător de elită aliat. După trei luni, Sevastopolul avea să fie cucerit. Aliații și-au concentrat atacurile asupra fortului Malakof pe care l-au cucerit în final. Căderea fortului a obligat rușii să se retragă din Sevastopol, pe un pod de vase, spre malul de nord al golfului Severnaia.
După căderea Sevastopolului, deși orașul a fost apărat cu eroism, ceea ce a provocat pierderi extrem de ridicate atacatorilor, Rusia a trebuit să se recunoască înfrântă în războiul Crimeii.